# حسینیه کوچه صندوق‌ساز
حسینیه کوچه صندوق ساز مربوط به دوره قاجار است و در یزد، محله دروازه شاهی، کوچه صندوق ساز واقع شده و این اثر در تاریخ ۱۸ اسفند ۱۳۸۷ با شمارهٔ ثبت ۲۵۳۶۴ به‌عنوان یکی از آثار ملی ایران به ثبت رسیده‌است.